# صفحة ويب

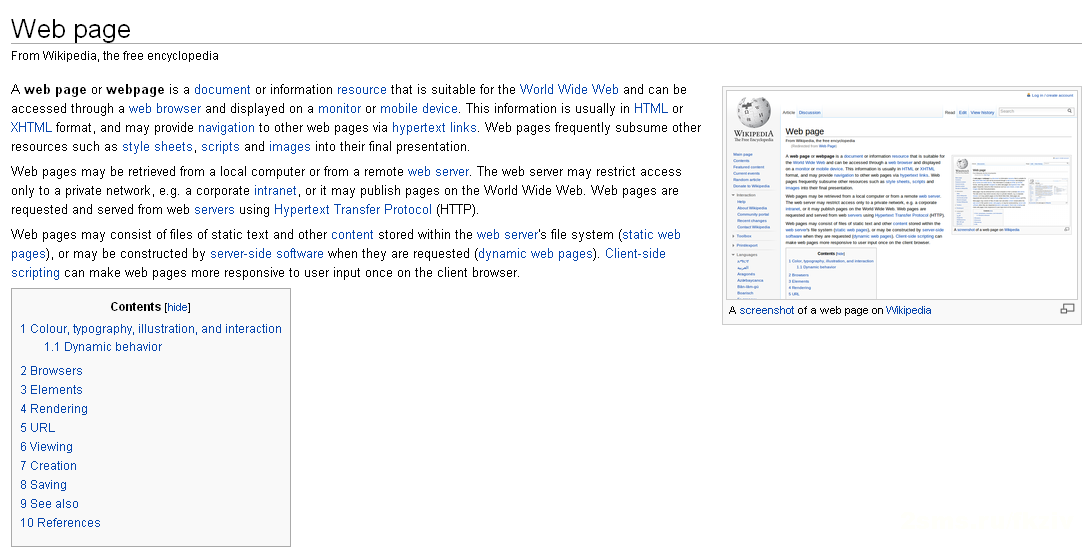
لقطة لإحدى صفحات الويب.

صفحة ويب أو صفحة نت أو صفحة على شبكة الإنترنت هي وثيقة أو مورد للمعلومات التي تكون مناسبة لشبكة الويب العالمية، ويمكن الوصول إليها من خلال متصفح الويب وعرضها على شاشة الكمبيوتر.
هذه المعلومات عادة ما تكون في لغة ترميز النص الفائق أو لغة رقم النص الفائق القابلة للتمديد، ويمكن أن توفر الملاحة إلى صفحات ويب أخرى عبر الروابط التشعبية.
صفحة الويب هي التي يمكن استردادها من الحاسوب المحلي أو من خادم الويب عن بعد. خادم الويب قد يقيد الوصول إلى الشبكة الخاصة، على سبيل المثال على إنترانت الشركات، أو قد ينشئ صفحات على الشبكة العالمية. صفحات الويب التي تطلب وتخدم من خوادم الويب تستخدم بروتوكول نقل النص التشعبي (بروتوكول نقل النص الفائق).
صفحات الويب يمكن أن تتكون من نص ثابت من الملفات المخزنة في نظام الملفات لخادوم الويب (صفحات الويب الثابتة)، أو خادوم الويب يمكن بناءXHTML لكل صفحة ويب عندما يطلب من المتصفح (صفحات ويب ديناميكية). البرامج النصية من جانب العميل يمكنها جعل صفحات الويب أكثر استجابة لإدخال المستخدم مرة واحدة من مستعرض العميل.

## اللون، الخط، التوضيح والتفاعل
صفحات الويب عادة ما تشمل معلومات عن ألوان النص والخلفيات وكثيرا ما تحتوي أيضا على وصلات لصور وغيرها من وسائل الإعلام في بعض الأحيان إلى أن تدرج في الصفحة بشكل نهائي.
التخطيط، المطبعية ومعلومات تخطيط اللون التي قدمتها ورقة الأنماط المتتالية (صفحات الطرز المتراصة)، التي إما أن تكون جزءا لا يتجزأ من لغة ترميز النص الفائق أو التي يمكن أن تقدمها في ملف منفصل، وهو المشار إليه من داخل HTML. الحالة الأخيرة هي ذات أهمية خاصة حيث أنماط مطولة واحدة هي ذات صلة بالموقع كله: بسبب الطريقة التي يعمل المتشعب، سيتم تحميل المتصفح لمرة واحدة فقط من خادم الويب واستخدام النسخة المخبأة لكامل الموقع.
الصور المخزنة على خادوم الويب تخزن كملفات منفصلة، ولكن مرة أخرى المتشعب يسمح بتحميلها مرة واحدة في المتصفح في الحقيقة، فمن المحتمل جدا أن الملفات ذات الصلة مثل الصور ومعدات الشكل سيتم طلبها ومعالجتها. خادم الويب المتشعب 1.1 http يحافظ على الاتصال مع المتصفح حتى يتم طلب وتقديم جميع الموارد ذات الصلة. متصفحات الويب عادة ما تقدم الصور جنبا إلى جنب مع النص، وغيرها من المواد على صفحات الويب المعروضة.

### ديناميكية السلوك
يمكن لرموز جهاز المستخدم مثل جافا سكريبت أو رمز تنفيذ تقنيات الاياكس إما أن توفر مدمجة في لغة ترميز النص الفائق لصفحة ويب، مثل معدات الشكل المغلق css، أو منفصلة، ترتبط بالتنزيلات المحددة في HTML. هذه النصوص قد تعمَل على كمبيوتر العميل أو جهاز المستخدم، إذا كان المستخدم يسمح لهم بذلك، ويمكن أن توفر وظائف إضافية للمستخدم بعد تحميل الصفحة.

## المتصفحات
متصفح الإنترنت يمكن أن يحتوي على واجهة المستخدم الرسومية، مثل إنترنت إكسبلورر، موزيلا فيرفكس وأوبرا، أو يمكن أن يستند إلى نص، مثل لينكس.
مستخدمي الإنترنت ذوي الاحتياجات الخاصة في كثير من الأحيان يستخدمون التكنولوجيا المساعدة واستراتيجيات التكيف للوصول. إلى صفحات الويب. يمكن للمستخدمين المصابين بعمى الألوان، أو من لا يستطيعون التحكم بالفارة اما بسبب الإصابة المتكررة بالإجهاد أو المشاكل العصبية الحركية، أو قد يكون من الصم ويتطلب صوتا للعنوان، أو قد يكون أعمى، وباستخدام قارئ الشاشة أو عارض برايل يمكنه الوصول إلى المحتوى، أو قد يحتاج إلى تكبير الشاشة، الخ.
المستخدمين المعاقين والعاجزين جسديا يستطيعون تعطيل التحميل وعرض الصور وغيرها من وسائل الإعلام، توفيرا للوقت، وعرض النطاق الترددي للشبكة لتبسيط تجربة التصفح. مستخدمي الأجهزة المحمولة غالبا ما يكون العرض في اجهزتهم مقيدا وأيضاً عرض النطاق الترددي. أي شخص قد يفضل عدم استخدام هذه الخطوط، أحجام الخط، وأساليب ومخططات الألوان المختارة من قبل مصمم صفحات الويب يمكنه تطبيق التصميم الخاص به على الصفحة.
شبكة الويب العالمية (W3C) وسهولة الوصول لصفحات الويب (WAI) توصي بوضع جميع هذه الخيارات في الاعتبار لجميع صفحات الويب.

## 3 عناصر لصفحة نت
صفحة الويب، هي كمجموعة من المعلومات، يمكن أن تحتوي على أنواع عديدة من المعلومات، اما التي تكون بالنظر، السماع أو التفاعل من قبل المستخدم النهائي:
المتصورة (المقدمة) من المعلومات:
- معلومات نصية: تجعل الاختلافات متنوعة.
- المعلومات غير النصية:
  - صور ساكنة الرسومات النقطية، وعادة ما تكون صيغتها GIF، أو JPEG أو PNG أو تكون مصفوفه من الصيغ ك SVG أو flash.
  - الصور المتحركة عادة GIF المتحركة وSVG، ولكن أيضا قد يكون فلاش، بشوك ويف، أو تطبيقات جافا.
  - تكوينات متحركة باستخدام مكتبات جافا سكريبت مثل صور متحركة باستخدام الجافاسكربت.
  - الصوت، وعادة ما يكون MID أو WAV أو تطبيقات جافا.
  - الفيديو، WMV (ويندوز)، RM (ريل ميديا)، FLV (فلاش فيديو)، MPG، MOV(كويك تايم)

- المعلومات التفاعلية: أكثر تعقيدا، ملصقه على الواجهة ; راجع صفحة ويب ديناميكية.
  - لـ التفاعل «في الصفحة»:
    - النص التفاعلي : انظر DHTML
    - الرسوم التوضيحية التفاعلية: تتراوح ما بين «اضغط للتشغيل» صورة للألعاب، وعادة ما تستخدم التزامن النصي، فلاش، تطبيقات جافا، SVG، أو شوك ويف.
    - أزرار: توفير واجهة أشكال بديلة، وعادة للاستخدام مع التزامن النصي وDHTML.

  - من أجل التفاعل «بين الصفحات»:
    - روابط: معيار تفاعل «تغيير الصفحة».
    - أشكال: توفير مزيد من التفاعل مع الخادم وخادم قواعد البيانات.

المعلومات الداخلية (الخفية):
- التعليقات
- المعلومات الداخلية مع دلالات المعلومات، محارف المعلومات، وتعريف نوع المستند (DTD)، الخ.
- Diagramation رسم توضيحي ونمط معلومات: المعلومات حول البنود المقدمة (مثل سمات حجم الصورة) والمواصفات البصرية، وصفحات الطرز المتراصة (CSS).
- مخطوطات، وعادة ما يكون جافا سكريبت، تكمل التفاعل والوظيفة.

ملاحظة: من جانب الخادم على الويب قد يكون لها أيضا «بنود وتعليمات لتجهيز المعلومات».
ويمكن أن تحتوي أيضا على صفحة ويب ديناميكية لتكييف عناصر المعلومات، وتعتمد على تقديم المعلومات للمتصفح أو المستخدم النهائي من خلال موقعه (من خلال IP أو معلومات الكوكيز)
من الأكثر عمومية / ووضوح الرؤيا، بعض المعلومات (مجمعة) كعناصر، مثل شريط التنقل، تكون موحدة لجميع صفحات الموقع، مثل المعيار. هذا النوع من «شبكة المعلومات الموحدة» يتم توفيره من قبل تقنيات مثل قوالب نظم الإنترنت.

## العرض
صفحات الويب التي غالبا ما تتطلب المزيد من مساحة الشاشة وصفاوة أكثر مما هو متاح للعرض. معظم المتصفحات الحديثة تستخدم التمرير (شريط على جانب من الشاشة التي تسمح لك للانتقال إلى الأسفل) في إطار النافذة لتسمح للمستخدم أن يرى كل المحتوى. التمرير أفقيا أقل انتشارا من التمرير الرأسي، ليس فقط لأن تلك الصفحات لا تتم طباعتها بشكل صحيح، ولكن لأنه يسبب الإزعاج للمستخدم أكثر من التمرير الرأسي (بسبب الخطوط أفقية؛ التمرير ذهابا وإيابا في كل سطر يكون غير مريح أكثر بكثير من التمرير بعد قراءة الشاشة بأكملها؛ وأيضا لوحة مفاتيح الحاسوب قد تساعد في الصعود والهبوط في الصفحة، المفاتيح وفئران الكمبيوتر تستخدم العجلات كي يمكنها التمرير عموديا، ولكن نادرا ما تستخدم التمرير الأفقي).
عندما يتم تخزين صفحات الويب في الدليل الموحد لخادم الويب، فإنها تصبح موقعا إلكترونيا. مواقع على الإنترنت عادة ما تحتوي على مجموعة من صفحات الويب التي ترتبط معا، أو لديها بعض الطرق الأخرى للملاحة. صفحة الويب الأكثر أهمية التي تكون على موقع على الإنترنت هو صفحة index أو الدليل. اعتمادا على إعدادات خادم الويب، يمكن ان يكون للصفحة الرئيسية العديد من الأسماء المختلفة، ولكن الأكثر شيوعا هو index.html عندما يزور المستعرض الصفحة الرئيسية للموقع على شبكة الإنترنت، أو أي رابط يشير إلى الموقع وليس ملف محدد، سوف يقوم الخادم بتوصيلك إلى الصفحة الرئيسية index للموقع المطلوب. الصفحة الرئيسية أو صفحة index إذا لم يتم تعريفها في التكوين، أو لم يكن الملف موجود على الخادم، أو قد يكون خطأ فسيقوم الخادم بسرد ملفات الصفحات.
صفحة ويب يمكن أن تكون ملف منفرد HTML، أو تتكون من عدة ملفات HTML تستخدم الإطارات أو سيشمل الخادم (SSIs). إطارات تم المعروفة يسبب مشاكل مع إمكانية الحصول على شبكة الإنترنت، حقوق التأليف والنشر،  الملاحة والطباعة وتصنيفات محرك البحث ، والآن كثيرا ما تستخدم أقل مما كانت عليه في 1990s. كل من الإطارات وSSIs تسمح ببعض المحتويات التي تظهر على صفحات كثيرة، مثل الملاحة صفحة أو رؤوس الصفحة، أن يتكرر دون تكرار HTML في العديد من الملفات. الإطارات وW3C اوصي بها كبديلة لعام 2000، والعلامة &lt;object&gt;، [4] أيضا السماح لبعض المحتوى على البقاء في مكان واحد بينما المحتويات الأخرى يمكن تمريرها باستخدام أشرطة التمرير التقليدية. css الحديثة وجافا سكريبت والتقنيات من جانب المستخدم يمكنها أيضا تحقيق كل هذه الأهداف، وأكثر من ذلك.
- عند إنشاء صفحات الويب، فمن المهم لضمان توافقه مع شبكة الويب العالمية (W3C) ومعايير لHTML، CSS، XML وغيرها من المعايير. معايير W3C المعمول بها لضمان جميع المتصفحات التي تتفق معها يمكنها عرض المحتويات متطابقة من دون أي اعتبار خاص لتقديم تقنيات الملكية، صفحات الويب اليوم أصبحت أكثر ديناميكية. صفحة الويب الديناميكية هي التي يتم إنشاؤها من جانب الخادم حينما يطلب منه ذلك، ومن ثم تخدم المستخدم النهائي. هذه الأنواع من صفحات الويب عادة لا تملك رابطا ثابتا، أو عنوان ثابت، يرتبط بها. اليوم، يمكن أن ينظر إليه في كثير من المحافل الشعبية، والتسوق عبر الإنترنت، وحتى على ويكيبيديا. هذه الممارسة تهدف إلى تقليل كمية من الصفحات الثابتة بدلا من تخزين الصفحات ذات المعلومات المرتبطة بها في قاعدة البيانات. بعض محركات البحث قد يجدون صعوبة في فهرسة صفحات الويب وصفحات الويب الديناميكية، لذلك يمكن أن تقدم صفحات ثابتة في تلك الحالات.

## إنشاء صفحة ويب
لإنشاء صفحات الويب، يطلب محرر نص أو محرر متخصص في HTML. من أجل تحميل صفحة الويب التي أنشئت لخادم الويب، يطلب تقليديا لبروتوكول FTP.
تصميم صفحة ويب مسألة شخصية للغاية. ويمكن أن يتم تصميم وفقا لتفضيلات خاصة بالشخص، أو على الشابكة (الإنترنت) premade قالب يمكن استخدامها. قوالب صفحة الويب تسمح للمصممين بتحرير محتويات صفحة الويب دون الحاجة إلى القلق حول النواحي الجمالية. كثير من الناس ينشرون صفحات الويب الخاصة بهم باستخدام منتجات مثل [جوستيس (Geocities)من ياهو، ترايبود، أو Angelfire. نشر هذه الأدوات المنشأة لتقديم تصاميم مجانيه للصفحة واستضافة ما يصل إلى حدود معينة للحجم.
هناك طرق أخرى لعمل صفحة الويب كتنزيل البرمجيات المتخصصة، مثل WIKI، CMS، أو منتدى. هذه الخيارات تسمح للخلق السريع والسهل من صفحة الويب التي تكون عادة ديناميكية.

## حفظ صفحة الويب
بينما تعرض صفحة ويب، يتم حفظ نسخة منها محليا، وهذا هو ما يجري عرضه. اعتمادا على إعدادات المستعرض، قد يتم حذف هذه النسخة في أي وقت، أو تخزينها لأجل غير سمى، وأحيانا يتحقق ذلك من دون تمييز المستخدم. معظم متصفحات الواجهات الرسومية تحتوي على جميع الخيارات لحفظ صفحة ويب بشكل دائم. وتشمل ذلك، ولكنها لا تقتصر على :
- حفظ النص المقدم دون تنسيق أو صور—الروابط لا يتم تحديدها، ولكن يتم عرض نص عادي
- حفظ ملف html كما قدم—الهيكل العام ويحتفظ به، على الرغم من أن بعض الروابط قد لا تعمل
- حفظ ملف HTML والارتباطات المتغيرة النسبية—الروابط التشعبية سيتم الحفاظ عليها
- حفظ صفحة ويب بأكملها—جميع الصور سيتم حفظها، فضلا عن وصلات يتم تغييرها لروابط مطلقة.
- حفظ ملف HTML شاملا لجميع الصور ومعدات الشكل والكتابات إلى ملف واحد MHTML. هذا يدعمه إنترنت إكسبلورر، فيرفكس وأوبرا. فيرفكس فقط يدعم هذا البرنامج المساعد MAF إذا تم تثبيته. ملف MHTML يستند إلى معيار MHTML.

متصفحات الويب المشهورة، مثل موزيلا فيرفكس، إنترنت إكسبلورر وأوبرا، تعطي الخيار ليس فقط لطباعة صفحة ويب المعروضة حاليا، ولكن لاختيار «طباعة» إلى ملف يمكن الاطلاع عليه أو طباعته في وقت لاحق. بعض صفحات الويب مصممة، على سبيل المثال عن طريق استخدام برمجيات CSS، بحيث أن الارتباطات التشعبية، والقوائم وغيرها من بنود الملاحة، التي لن تكون ذات جدوى على الورق، يتم تقديمها في الطباعة مع أخذ هذا الأمر في الاعتبار. القوائم في الغراغات والكتل الملاحية قد تكون غير موجوده في النسخة المطبوعة، وغيرها والارتباطات قد تظهر مع وجهات الارتباط صراحة، سواء داخل نص الصفحة أو المدرجة في نهاية المطاف.